# Piotr z Goniądza

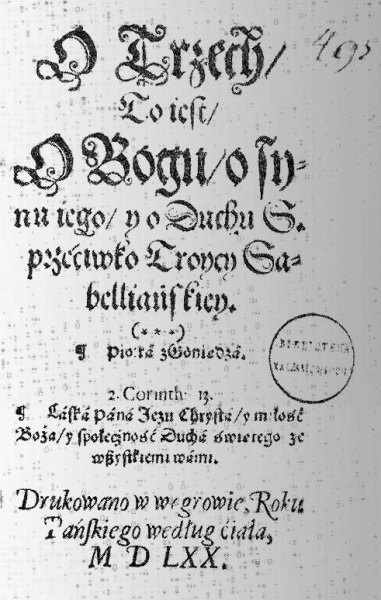
Dzieło Piotra z Goniądza pt. "O trzech, to jest o Bogu, o Synu jego i o Duchu ś. przeciwko Trójcy sabelliańskiej" opublikowane w 1570 roku

Piotr z Goniądza, Piotr Giezek (znany także pod pseudonimami: Giezek, Giszka, Gonaesius, Gonedzius, Gonetzius, Goniądz, Petrus Gonesius, Petrus de Goniącz, Piotr Giezka z Goniądza, Piotr z Goniędza, a wyjątkowo jako: Coniza, Conyza, Koniński, Lithuanus, ur. ok. 1530 w Goniądzu, zm. 15 października lub 13 września 1573 w Węgrowie) – ksiądz rzymskokatolicki, następnie pastor, pisarz i teolog protestancki, autor pierwszych dzieł w języku polskim, założyciel i przywódca braci polskich.
W 1603 roku jako autor trafił do pierwszego polskiego Indeksu Ksiąg Zakazanych powstałego z inicjatywy biskupa Bernarda Maciejowskiego. 

## Życiorys

### Wczesne lata życia
Urodzony w rodzinie chłopskiej w Goniądzu nad Biebrzą, w dawnej ziemi bielskiej, około roku 1525–1530. Według Szymona Budnego jego prawdziwe nazwisko brzmiało: "Giezek". Rodzice oddali go na wychowanie do klasztoru; następnie ukończył seminarium i otrzymał święcenia kapłańskie; studiował na Akademii w Krakowie. Pierwszą wzmianką był fakt przeciwstawienia się, wspólnie z innymi studentami Uniwersytetu Jagiellońskiego, wystąpieniom przeciw wierze rzymskokatolickiej Francesca Stankara, ówczesnego profesora języka hebrajskiego. Okazał się wybitnie utalentowany i dlatego biskup wileński Paweł Holszański, w 1551, wysłał go na dalszą naukę na uniwersytet w Padwie, gdzie uzyskał doktorat z filozofii i został prawdopodobnie wykładowcą sofistyki Arystotelesa. Wkrótce, pod wpływem pism Miguela Serveta i poglądów prof. Mateo Gribaldiego, przyjął wiarę unitarian (której był wierny do końca życia).

### Działacz reformacji
Był jednym z założycieli ruchu anabaptystów w Polsce, działał na dworze Mikołaja Radziwiłła Czarnego – protektora kalwinistów i antytrynitarzy, od którego otrzymał urząd ministra kalwińskiego. Uległ silnemu wpływowi husytyzmu, od którego przejął zasadę "ewangelicznego ubóstwa". Latem 1555, wracając do kraju, nawiązał kontakty z anabaptystami z Moraw i namówił wielu z nich, aby osiedlili się w Polsce. Jego nowatorskie poglądy (negowanie istnienia Trójcy Świętej i boskości Jezusa jako tylko "wykonawcy woli Boga", zwalczanie chrztu dzieci i propagowanie chrztu dorosłych przez zanurzenie w wodzie), przedstawione w czasie synodu w Seceminie 22 stycznia 1556), spowodowały jego wykluczenie ze zboru. Uchwałą synodu wysłano go do Wittenbergi (gdzie przybył w połowie lutego 1556) do Filipa Melanchtona licząc, że ten autorytet teologiczny przekona go podczas dysputy do zmiany poglądów. Jednak jego teorie wywołały oburzenie i uznano go za niebezpiecznego heretyka. Po krótkim pobycie we Frankfurcie nad Odrą powrócił do kraju, zatrzymał się w Poznaniu, by wkrótce udać się do Małopolski. Opublikowany w Krakowie traktat O Synu Bożym (marzec 1556) spowodował jego ekskomunikę podczas synodu w Pińczowie w kwietniu 1556. Skazano go także na banicję z Małopolski. Cieszył się jednak poparciem drobnej szlachty z Litwy i Podlasia, gdzie udał się w 1558. Osiadł na stałe w Węgrowie jako minister tamtejszego zboru – funkcję tę pełnił aż do swej śmierci.

### Założyciel braci polskich
Od 1558 jego protektorem został magnat Jan Kiszka. Dzięki jego poparciu został pastorem zboru kalwińskiego w Węgrowie, który zreorganizował w duchu antytrynitaryzmu. Odzież dworską którą nosił zamienił na zwykły szary strój i drewnianą szablę, uważał bowiem że nie należy nosić broni którą można skrzywdzić innego człowieka. Wkrótce jego radykalny program społeczny (zniesienie pańszczyzny, równość wszystkich wobec prawa, bezwarunkowy pacyfizm) zraziły do niego wielu szlachciców i magnatów (w tym Jana Kiszkę). W grudniu 1558 na synodzie w Brześciu Litewskim sprzeciwił się, po raz pierwszy, chrztowi niemowląt. Dowodził, że taki chrzest przeczy zdrowemu rozsądkowi i nie ma potwierdzenia w Biblii ani w tradycji wczesnego chrześcijaństwa. W grudniu 1561 uczestniczył w synodzie krakowskim, na którym J. Blandrata publicznie omawiał sprawę bóstwa Chrystusa. W 1565 doprowadził do oddzielenia swojej mniejszościowej grupy radykałów od kalwinizmu, pod nazwą „braci polskich”. Wkrótce potem, już w 1566, został odsunięty od życia zborowego. W październiku 1568 przybył na synod do Pielesznicy, gdzie dyskutował w gronie dyteistów o przedwieczności Chrystusa i wystąpił przeciwko Grzegorzowi Pawłowi z Brzezin i Jerzemu Schomannowi.
Następne lata poświęcił na pisanie dzieł, umacniających i propagujących doktrynę nowego Kościoła; część z nich została zniszczona w okresie kontrreformacji. Zmarł w czasie epidemii dżumy, prawdopodobnie 13 września 1573 roku.

## Twórczość

### Najważniejsze dzieła
- De communicatione, nec dialectica, nec physica, ideoque prorsus nulla, powst. prawdopodobnie w czasie pobytu we Włoszech, przedłożone F. Melanchtonowi w Wittenberdze w 1556, (znane dziś tylko z tytułu)
- De filio Dei homine Christo Iesu (pol. tytuł: O Synu Bożym), Kraków 1556 (autorstwo ustalił J. Jasnowski)
- Libellum contra paedobaptismum, traktat przedstawiony 15 grudnia 1558 na synodzie w Brześciu, (druk nieznany)
- Scriptum ad Laurentium Criscovium contra paedobaptismum, według S. Lubienieckiego: powst. 1562, (druk nieznany)
- De primatu, powstał ok. 1563, (druk zaginiony), niepełny tytuł podał S. Budny
- Doctrina pura et clara de praecipuis Christianae religionis capitibus (pol. tytuł: Doktryna czysta i jasna o zasadach religii chrześcijańskiej), Węgrów 1570, unikat w Bibliothèque Nationale w Paryżu
- O Synu Bożym iże był przed stworzeniem świata, a iż jest przezeń wszytko uczyniono przeciw fałesznym wykrętom ebiońskim, Węgrów 1570; wyd. kryt. opracowali: H. Górska, K. Górski, Z. Zawadzki, Warszawa 1961, Biblioteka Pisarzy Reformacji nr 3 B, (= Piotr z Goniądza: Dzieła polskie, t. 2), unikat Biblioteka Kórnicka: sygn. Cim. O. 254
- O trzech, to jest o Bogu, o Synu jego i o Duchu ś. przeciwko Trójcy sabelliańskiej (czyli o Trójcy Świętej), Węgrów 1570; fragment przedr.: L. Szczucki, J. Tazbir Literatura ariańska w Polsce XVI wieku. Antologia, Warszawa 1959; unikat Biblioteka Czartoryskich
- O ponurzaniu chrystiańskim, przeciwko chrztu nowochrzczeńców niedawnym (czyli o chrzcie), Węgrów 1570; fragment przedr.: L. Szczucki, J. Tazbir Literatura ariańska w Polsce XVI wieku. Antologia, Warszawa 1959; egz.: Biblioteka Czartoryskich, Biblioteka Kórnicka

### Wydania zbiorowe
- Dzieła polskie, t. 1 niewydany; t. 2 H. Górska, K. Górski, Z. Zawadzki, Warszawa 1961, Biblioteka Pisarzy Reformacji nr 3 B; t. 3 oprac. H. Górska, K. Górski, K. Wilczewska, Warszawa 1960, PAN Instytut Filozofii i Socjologii Biblioteka Pisarzy Reformacji nr 3 C

### Materiały
- Edykt Zygmunta Augusta przeciwko Piotrowi z Goniądza, powst. 1556, ogł. J. Jasnowski 'Dwa edykty Zygmunta Augusta: przeciwko Piotrowi z Goniądza i Janowi Łaskiemu", Reformacja w Polsce, 1937/1939, s. 442-443
- Akta synodu secemińskiego: 23 kwietnia do 1 maja 1556, ogł. H. Dalton "Lasciana nebst den ältesten evangelischen Synodalprotokollen Polens 1555–1561", Berlin 1898, Beiträge z. Geschichte d. Evangelischen Kirche in Russland nr 3, s. 403
- Akta synodu pińczowskiego: 5 do 9 maja 1560, ogł. H. Dalton "Lasciana nebst den ältesten evangelischen Synodalprotokollen Polens 1555-1561", Berlin 1898, Beiträge z. Geschichte d. Evangelischen Kirche in Russland nr 3, s. 504
- List J. Łasickiego do T. Bezy, Kraków, 30 maja 1566, ogł. T. Woschke "Der Briefwechsel der Schweizer mit den Polen", Archiv f. Reformationsgeschichte, Ergänzungsband 3 (1908), s. 271
- List K. Trecego do J. Wolfa, Kraków, 1 września 1571, ogł. T. Woschke "Der Briefwechsel der Schweizer mit den Polen", Archiv f. Reformationsgeschichte, Ergänzungsband 3 (1908)
- S. Budny: Przedmowa do "O urzędzie miecza używającem", Łosk 1583; przedr. S. Kot, Warszawa 1932, Zabytki Literatury z Doby Reforamcji nr 1